# Springville (Utah)
Springville – miasto w Stanach Zjednoczonych, w stanie Utah, w hrabstwie Utah.